# Cliff Burton

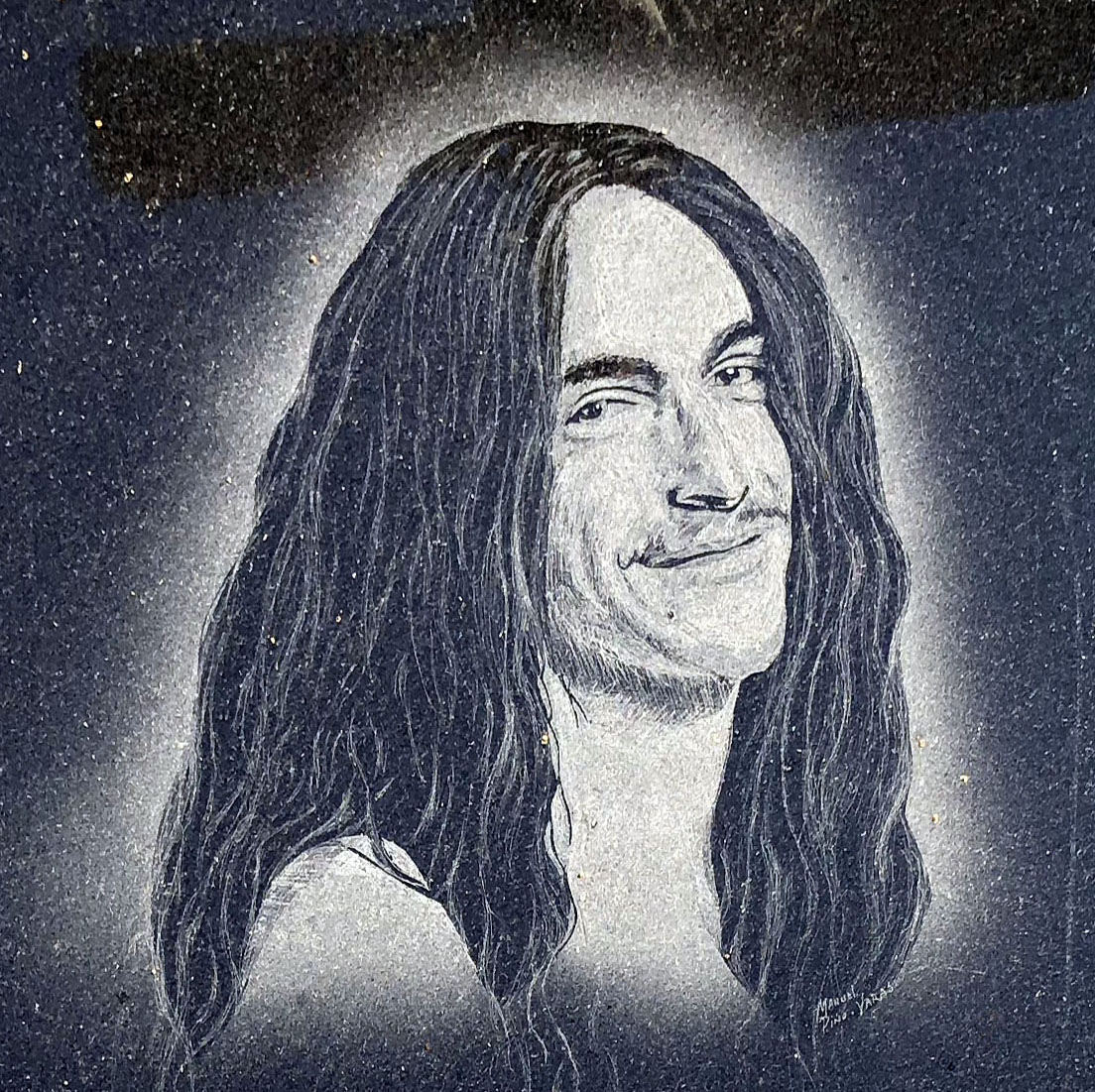
Cliff Burton

Clifford Lee Burton (* 10. Februar 1962 in Castro Valley; † 27. September 1986 in Dörarp (Ljungby kommun), nahe Ljungby in Schweden), genannt Cliff, war ein US-amerikanischer Bassist. Bekannt wurde er mit der Metal-Band Metallica.

## Leben
Clifford „Cliff“ Burton wurde als Sohn der aus Tennessee stammenden Hippies Jan Burton und Ray Burton geboren. Er hatte zwei ältere Geschwister, Connie und Scott. Er besuchte die Castro Valley Highschool und ein College in San Francisco, wo er Musikkurse belegte.
Sein erstes Instrument war das Klavier. Dies sollte seine spätere Spielart auf dem Bass beeinflussen. Er spielte im Gegensatz zu vielen anderen Rockbassisten nicht mit Plektrum, sondern ausschließlich mit seinen Fingern, was später sein Markenzeichen wurde, da er vergleichsweise sehr schnelle Finger hatte. Er benutzte außerdem teilweise auch Gitarrentechniken wie Tapping oder Harmonics. Ebenso beeinflusste das Klavier seinen Musikgeschmack, der von den Misfits, Black Sabbath, Jimi Hendrix und Motörhead bis zu Ludwig van Beethoven und Johann Sebastian Bach reichte.
Das Bassspiel begann er im Jahr 1976. Er musizierte öfter mit einigen Freunden, die sich EZ Street nannten. Sie spielten viele Coverversionen und nach eigenen Angaben merkwürdige Eigenkompositionen.
Nach Abschluss der Highschool 1980 schloss er sich der Heavy-Metal-Band Trauma an, der er bis 1982 angehörte. Bei einem Konzert von Trauma waren auch die nach einem Nachfolger für den Bassisten Ron McGovney suchenden Mitglieder von Metallica anwesend. Sie waren sehr von seiner Version des Bass-Solos Anesthesia (Pulling Teeth) fasziniert, so dass sie Burton anboten, sich ihnen anzuschließen.
Burton spielte auf den Alben Kill ’Em All (1983), Ride the Lightning (1984) und Master of Puppets (1986). Laut einer Anekdote stammt der Titel des ersten Albums von Burton selbst. Nach einem Treffen mit Plattenbossen, denen der ursprüngliche Titel Metal Up Your Ass! nicht gefiel, sagte er knapp „Kill all the fucking record distributors. Just kill 'em all, man!!!“ (übersetzt: „Töte alle verdammten Platten-Vertreiber…töte sie einfach alle, Mann“).

Das Stück To Live Is to Die (auf …And Justice for All), das nach seinem Tod veröffentlicht wurde, enthält viele von Burton geschriebene Riffs. Der Text besteht ausschließlich aus einem Gedicht Burtons: 

„When a man lies, he murders some part of the world. These are the pale deaths which men miscall their lives. (Übersetzung: Wenn ein Mensch lügt, ermordet er einen Teil der Welt. Dies sind die bleichen Tode, die die Menschen fälschlich als ihre Leben bezeichnen.) 
All this I cannot bear to witness any longer. Cannot the kingdom of salvation take me home? (Übersetzung: All dies kann ich nicht länger ertragen anzuschauen. Kann nicht das Königreich der Erlösung mich nach Hause holen?)“

Mit dem Album Master of Puppets schafften Metallica den endgültigen Durchbruch, der ihnen unter anderem den Platz als Vorgruppe auf Ozzy Osbournes Tour im Frühjahr 1986 brachte. Im Sommer/Herbst dieses Jahres ging die Band auf Europa-Tournee.

## Tod und Gedenken

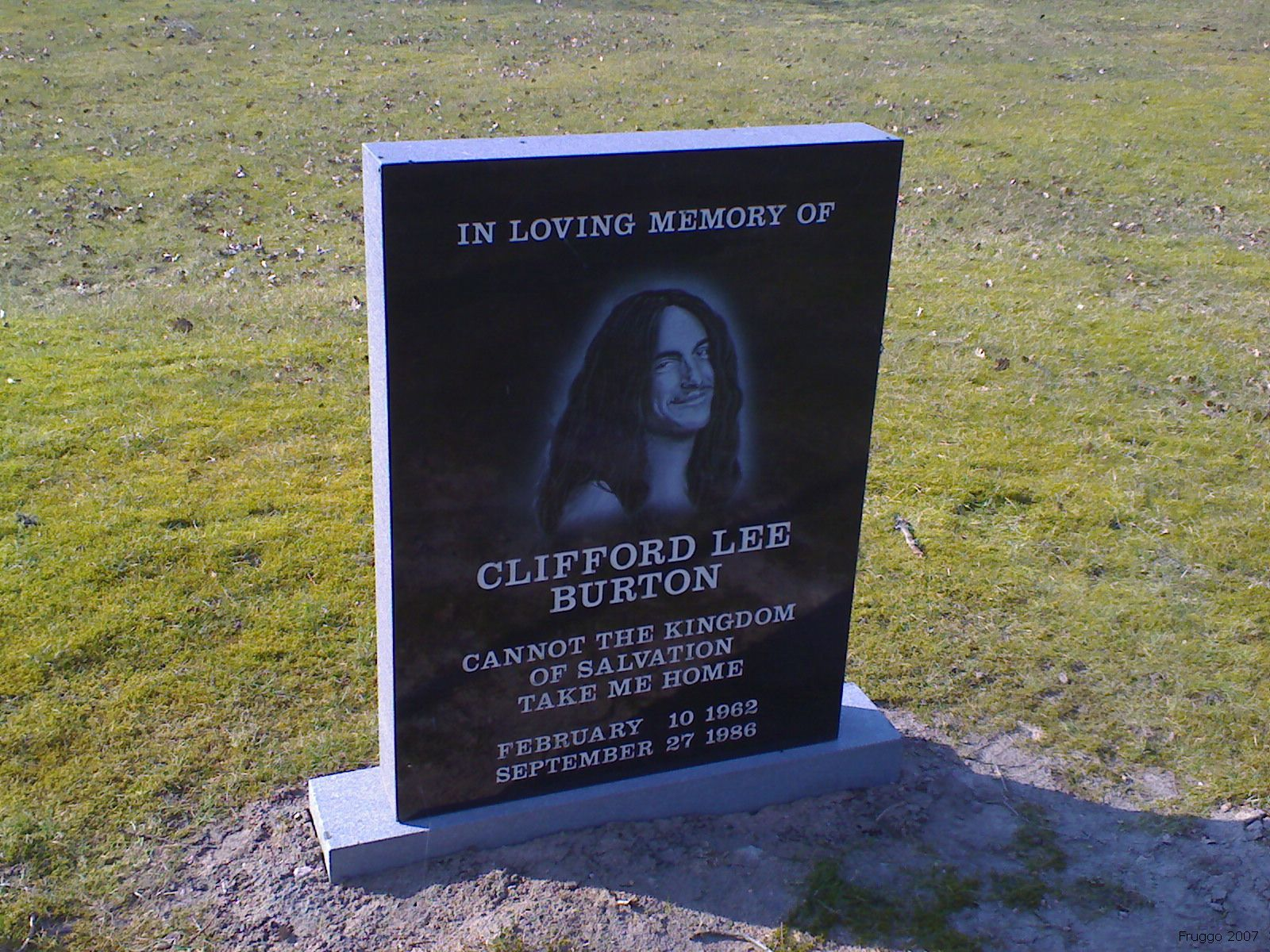
Gedenkstein nahe der Unfallstelle

Auf dem Weg von einem Konzert in Stockholm nach Kopenhagen geriet der Metallica-Tourbus in Dörarp, nördlich von Ljungby in Schweden, in den frühen Morgenstunden des 27. September 1986 außer Kontrolle und stürzte auf die Seite. Der zum Zeitpunkt des Unfalls schlafende Cliff Burton wurde durch ein Busfenster geschleudert und unter dem umstürzenden Fahrzeug begraben. Danach wurde sein Tod festgestellt. Der Schlagzeuger Lars Ulrich brach sich einen Zeh, der Tourmanager Bobby Schneider kugelte sich die Schulter aus.
Der Fahrer des Busses sagte am Unfallort aus, dass der Bus durch Eis auf der Straße ins Schleudern gekommen sei. Der Gitarrist und Sänger James Hetfield ging eine kurze Strecke zurück, konnte jedoch kein Eis finden. Er sagte unter anderem aus, der Atem des Fahrers habe nach Alkohol gerochen. Der Fahrer kam vor Gericht, wurde aber freigesprochen.
Cliff Burton starb im Alter von 24 Jahren. In der kalifornischen Rock-Szene wurde sein Tod mit großer Bestürzung aufgenommen. Die Band Anthrax und die Produzenten des Albums Kill ’Em All, Jon und Marsha Zazula, schalteten doppelseitige Todesanzeigen in der Rockzeitung Kerrang!. Auch andere Zeitschriften und Musiker würdigten den verstorbenen Bassisten. Der Megadeth-Kopf und ehemalige Metallica-Gitarrist Dave Mustaine widmete Burton den Titel In My Darkest Hour. Außerdem ist ihm das Anthrax-Album Among the Living gewidmet.
Burtons Körper wurde eingeäschert und seine Asche an seinem Lieblingsort, der Maxwell Ranch, verstreut. Bei der Zeremonie wurde das zum Großteil von Burton geschriebene Instrumentalstück Orion vom Album Master of Puppets gespielt.
Nach dem Tod ihres Bassisten sammelte der Rest der Band Videomitschnitte ihrer Konzerte, die ihnen von Fans aus der ganzen Welt zur Verfügung gestellt wurden. Dazu kamen Fernsehmitschnitte und private Aufnahmen aus den dreieinhalb Jahren mit Cliff Burton als Bassist bei Metallica. Da Metallica zur damaligen Zeit den Fans noch Aufnahmen und Mitschnitte auf ihren Konzerten erlaubte, konnte so eine Menge an Material angesammelt werden, aus dem dann der 90-minütige Video-Zusammenschnitt Cliff ’Em All! entstand. Es war das erste Video, das Metallica veröffentlichte.
Neuer Metallica-Bassist nach Cliff Burtons Tod wurde Jason Newsted.
2006 wurde von Fans ein Gedenkstein für Cliff Burton in der Nähe der Unfallstelle in Schweden errichtet. Er liegt in der Nähe des Parkplatzes Gyllene Rasten ⊙.

## Stil
Cliff Burton war einer der ersten Bassisten, die ihr Bassspiel experimentell mit Verzerrer- und Wah-Wah-Effekten gestalteten. Sein Spiel war ungewöhnlich virtuos. Die Band sagte später, Burton sei das musikalischste Mitglied der Gruppe gewesen. Seine Einflüsse, die unter anderem klassisch inspiriert waren, sind auf den ersten drei Alben deutlich zu hören; er arbeitete auch beim Songwriting mit.
Beispiele für seinen Stil sind:
- das 4-minütige Bass-Solo Anesthesia (Pulling Teeth) vom Debüt-Album Kill ’Em All
- das chromatische Intro von For Whom the Bell Tolls von Ride the Lightning, das oft fälschlicherweise für ein Gitarrenriff gehalten wird
- die Bassstimme des Instrumental-Stückes The Call of Ktulu (auf Ride the Lightning)
- die Bassstimme des Instrumentals Orion (auf Master of Puppets), die ein als typisch für Burton geltendes Interludium enthält
- bewusster Einsatz von diversen Verzerrern, Wah-Wah-Pedalen und anderen Effekt-Geräten
- Soli, die aber ausschließlich für Live-Auftritte geschrieben wurden

## Equipment
Cliff Burton besaß drei Bässe, zwei Bass-Topteile mit Bassboxen, zwei Effektgeräte und ein Wah-Wah-Pedal.
Der erste Bass, den er live benutzte, war ein speziell modifizierter Rickenbacker 4001.
Bässe
- Rickenbacker 4001 (kam hauptsächlich auf der ersten Tournee, in Clubs und auf der Kill-’Em-All-Tour zum Einsatz, auch durch Auftritte mit seiner vorherigen Band Trauma erlangte der Rickenbacker Bekanntheit.)
- Alembic Spoiler (wurde fast ausschließlich auf der Ride-the-Lightning-Tournee eingesetzt, da dieser noch im selben Jahr gestohlen wurde.)
- Aria Pro II (wurde hauptsächlich auf der Damage-Inc.-Tour im Jahre 1986 eingesetzt, da der Rickenbacker, den Burton eigentlich spielen wollte, zu dieser Zeit nicht funktionsfähig war.)

Verstärker
- Mesa/Boogie Bass 400 Head[2]
- Mesa/Boogie D-Amp 180[2]
- Sunn Colliseum Lead head
- Ampeg SVT-1540HE Classis Series Enclosure
- Mesa/Boogie 4 × 12"

Effektgeräte
- Morley Power Wah fuzz mit einem großen Wah-Wah-Pedal[2]
- Electro-Harmonix Big Muff

Der Aria-Pro-II-Bass Cliff Burtons erlangte besondere Berühmtheit durch seine Seltenheit. Welches Modell der Firma er genau besaß, ist nicht bekannt, da die Modelle sich untereinander sehr ähnelten, und Burton selbst nie erwähnte, um welches Modell es sich genau handelte. Allerdings wird von der Firma heute eine Art Neuauflage des Basses vertrieben. Vielmehr ist es ein einfaches Signatur-Instrument angelehnt an die Eigenschaften und das Design des Basses. Es handelt sich hierbei um die Modelle Aria Pro II SB-CB und Aria Pro II SB-CB 1000.

## Diskografie
Außer dem Demo von 1982 sind alle Werke mit Metallica bei Megaforce Records erschienen.
Demo
- 1982: Demo (unabhängiges Label, mit Gruppe Trauma)
- 1983: Megaforce Demo
- 1983: Ride the Lightning Demos
- 1985: Master of Puppets Demos

EP
- 1984: Creeping Death
- 1985: Whiplash

Album
- 1983: Kill ’Em All
- 1984: Ride the Lightning
- 1986: Master of Puppets